# The Forest Is My Throne / Yggdrassil
The Forest Is My Throne / Yggdrassil – split dwóch norweskich zespołów blackmetalowych Satyricon i Enslaved. Na płycie znalazły się nagrania pochodzące z materiałów demo The Forest Is My Throne - Satyricon i Yggdrassil - Enslaved. Wydawnictwo ukazało się w 1995 roku nakładem wytwórni muzycznej Moonfog Productions.

## Lista utworów
Opracowano na podstawie materiału źródłowego.
| Satyricon - The Forest Is My Throne | Satyricon - The Forest Is My Throne | Satyricon - The Forest Is My Throne |
| Nr                                  | Tytuł utworu                        | Długość                             |
| ----------------------------------- | ----------------------------------- | ----------------------------------- |
| 1.                                  | „Black Winds”                       | 7:07                                |
| 2.                                  | „The Forest Is My Throne”           | 5:00                                |
| 3.                                  | „Min Hyllest til Vinterland”        | 5:24                                |
| 4.                                  | „The Night of the Triumphator”      | 6:10                                |
|                                     |                                     | 23:41                               |

| Enslaved - Yggdrassil | Enslaved - Yggdrassil                               | Enslaved - Yggdrassil |
| Nr                    | Tytuł utworu                                        | Długość               |
| --------------------- | --------------------------------------------------- | --------------------- |
| 1.                    | „Heimdalle”                                         | 6:40                  |
| 2.                    | „Allfaðr Oðinn”                                     | 7:50                  |
| 3.                    | „Intermezzo”                                        | 1:33                  |
| 4.                    | „Hal Valr”                                          | 7:26                  |
| 5.                    | „Niunda Heim”                                       | 7:39                  |
| 6.                    | „The Winter Kingdom Opus I: Resound of Gjallarhorn” | 3:14                  |
| 7.                    | „Enslaved”                                          | 6:10                  |
|                       |                                                     | 40:32                 |

## Twórcy
Opracowano na podstawie materiału źródłowego.
| Satyricon - Sigurd "Satyr" Wongraven – śpiew, gitara akustyczna, instrumenty klawiszowe - Håvard "Lemarchand" Jørgensen – gitara elektryczna, gitara akustyczna, gitara basowa - Kjetil-Vidar "Frost" Haraldstad – perkusja | Enslaved - Grutle Kjellson – śpiew, gitara basowa - Ivar Bjørnson – gitara, instrumenty klawiszowe - Trym Torson – perkusja |